# Trisetaria
Trisetaria là một chi thực vật có hoa trong họ Hòa thảo (Poaceae).

## Loài
Chi Trisetaria gồm các loài: